# Imogen Heap
Imogen Heap (en anglais /ˈɪmədʒɨn ˈhiːp/) est une autrice-compositrice-interprète britannique née le 9 décembre 1977 dans l'Essex. Ses fans la surnomment affectueusement Immi.
Après avoir publié son premier album I Megaphone en 1998, elle crée le groupe Frou Frou en 2002 avec le producteur Guy Sigsworth. Elle est principalement connue pour son titre Hide & Seek, tiré de son second album Speak for Yourself et pour lequel elle a obtenu une nomination aux Grammy Awards de 2007 en tant que « Meilleure nouvelle artiste » (Best New Artist). En 2010, son troisième enregistrement, Ellipse, remporte le Grammy Award de l'« Album le mieux produit, catégorie non classique » (Best Engineered Album, Non-classical).

## Biographie

### Jeunesse
Imogen Heap naît le 9 décembre 1977, au Royaume-Uni. Sa mère choisit le prénom « Imogen » en hommage au compositeur Gustav Holst, dont la fille se prénomme elle-même Imogen ainsi que Jennifer et Jane en prénoms supplémentaires. Elle  s'installe très vite au piano de ses parents pour « faire des bruits. » À l'âge de huit ans, elle suit une formation classique et apprend à jouer du violoncelle. Souhaitant devenir compositrice, elle étudie les instruments à vent et plus particulièrement la clarinette. Elle s'essaie également à la trompette. Elle poursuit ses études à la Brit School des arts et technologies de Croydon, dans la région du Sussex. Elle apprend à programmer sur Macintosh et assimile les techniques du sampling. Elle commence alors à écrire des chansons, s'inspirant de sa vie quotidienne. Elle participe aux différents albums édités par son école en 1994 et 1995.

### Carrière musicale

#### I Megaphone
Imogen Heap est repérée à son école par un manager alors qu'elle jouait du piano à l'heure du déjeuner. Il lui présente Nik Kershaw, avec qui elle compose la chanson Come Here Boy. Grâce à cette chanson, elle parvient à signer un contrat avec la maison de disques Almo Sounds. Elle travaille alors avec les producteurs Dave Stewart et Guy Sigsworth pour finaliser son premier album.
I Megaphone (une anagramme de son nom) sort en 1998. L'artiste y décrit une ambiance très personnelle, teintée de colère (Angry Angel), parfois plus mélancolique (Come Here Boy) ou  pop (Whatever). L'album est soutenu par trois singles, Getting Scared, qui sort en 1997, puis Shine et Come Here Boy qui sont édités l'année suivante. Pour promouvoir I Megaphone, elle entame une tournée aux États-Unis. Elle interprète seule ses titres au piano car payer un orchestre en entier était « trop cher » pour sa maison de disques.
Almo Sounds ne mise pas sur l'artiste, persuadée qu'I Megaphone ne contient aucune chanson à succès. Frustrée, elle décide de ne plus écrire de titres pour son label.  Almo Sounds se fait racheter par Universal Music Group et congédie Imogen Heap. Elle se retrouve alors sans maison de disques.
En 2002, I Megaphone est réédité au Japon via le label Aozora Records. L'album paraît avec une nouvelle pochette et contient quatre nouveaux titres : Feeling Strange, Blanket (en duo avec Urban Species, enregistré en 1998), Aeroplane et Kidding (titre caché). Depuis 2006 et dans certains pays, l'opus original est proposé au téléchargement sur iTunes. En 2007, Imogen Heap enregistre une version live de l'album durant l'iTunes Festival. Elle interprète toutes les chansons de l'album au piano, tout en expliquant leur genèse.

#### Frou Frou

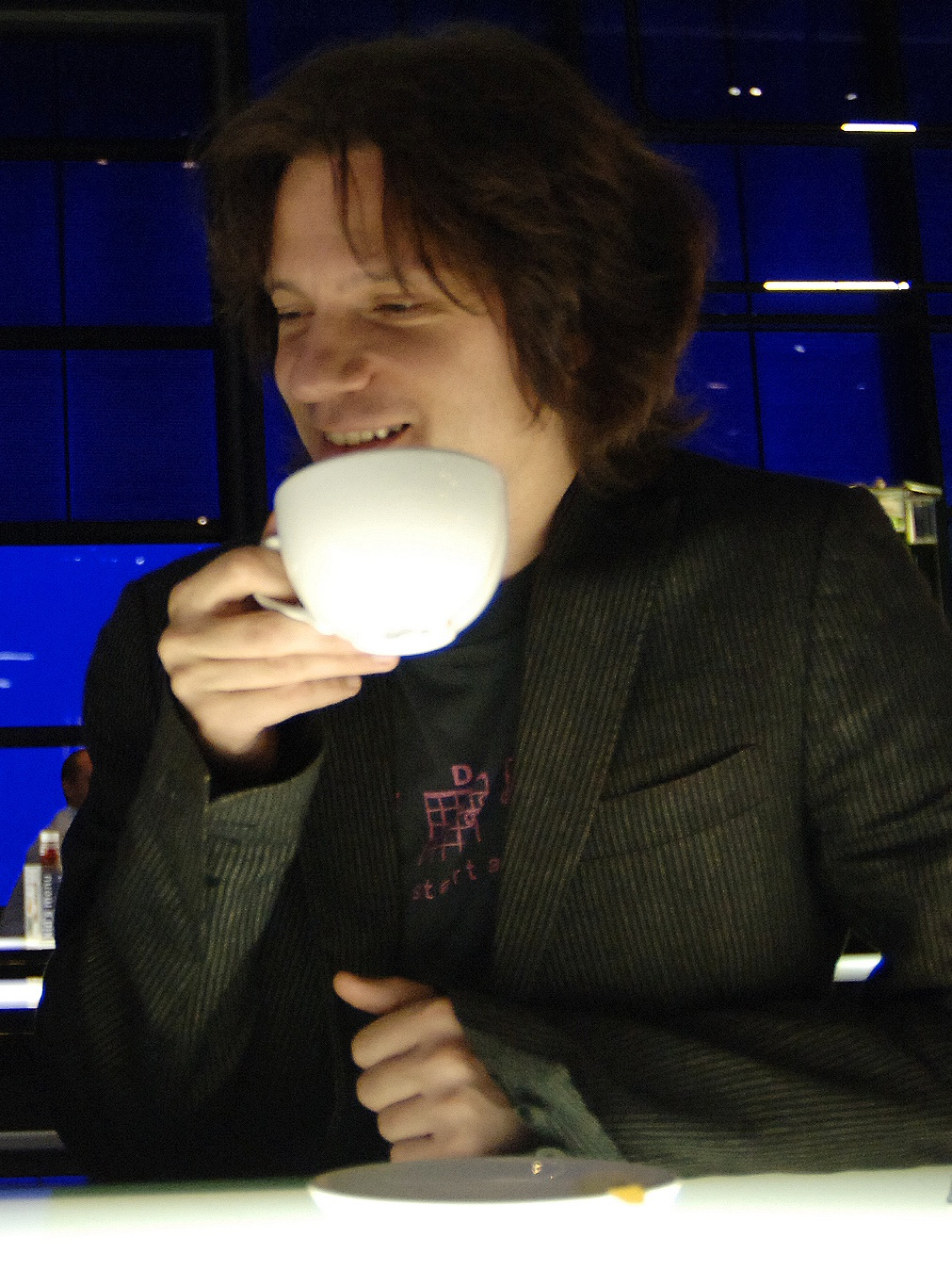
Guy Sigsworth.

En 2002, Imogen Heap s'associera de nouveau avec Guy Sigsworth pour former le groupe de pop Frou Frou. Le nom du groupe est inspiré d'un poème de Baudelaire, que Guy admire particulièrement. Imogen Heap et Guy Sigsworth commencent à écrire les textes et à composer la musique. Imogen Heap posera toutefois une condition : elle veut en effet que le mot love (amour) apparaisse dans les chansons. La première phrase qu'ils écriront sera : « lung of love, leaves me breathless », les premières lignes de la chanson Flicks figurant sur l'album.
En août 2002 sort officiellement Details, en coopération avec la maison de disques Island Records. Malgré de très bonnes critiques, l'album reste un semi-échec commercial, ne se faisant remarquer qu'en 2004 après que le titre Let Go a servi de bande originale au film Garden State de Zach Braff ainsi qu'au film  The Holiday  de  Nancy Meyers. Leur dernier titre produit servira aussi de bande originale, puisque ce ne sera qu'autre Holding Out for a Hero, une reprise de Bonnie Tyler, pour le film Shrek 2.
Fin 2003, Guy Sigsworth et Imogen Heap annoncent la séparation du groupe : il n'y aura pas de second album.

#### Speak For Yourself

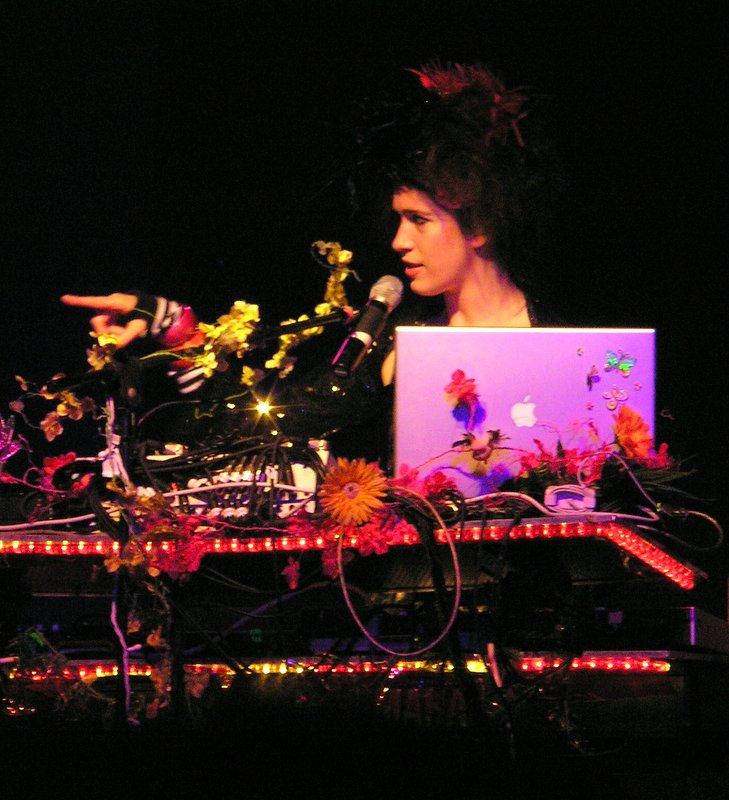
Imogen Heap en concert en 2006.

En 2003, Imogen Heap annonce sur son site la sortie prochaine de son deuxième album solo, Speak For Yourself. La production restera difficile. Peu encline à travailler avec des majors de l'industrie du disque, elle décide de créer sa propre maison de disques, qu'elle baptise Megaphonic Records, en hommage à son premier album. Pour ce faire, elle a hypothéqué son appartement de Londres, et a utilisé vraisemblablement les dernières recettes de Details. Pour faire patienter ses fans, Imogen Heap publie Just For Now et Goodnight And Go, ce dernier titre sert d'ailleurs de bande originale pour la série Newport Beach.
Speak For Yourself sort le 18 juillet 2005, porté par le titre Hide And Seek (#1 à l'iTunes Music Store États-Unis) entendu ici aussi dans la série Newport Beach. Le succès commence à se faire connaître ; les copies de l'album se vendent rapidement, à la fois dans les boutiques de disques indépendantes, et grâce au site Internet de l'artiste.
Le premier single est donc Hide and Seek, titre original totalement a cappella, où la voix seule de la chanteuse est déformée par un vocodeur. Paradoxalement, le second titre disponible sur le CD single est un morceau purement instrumental (Cumulus).
Après avoir vendu 120 000 copies de son album aux États-Unis, Imogen Heap annonce qu'elle a signé un contrat avec le nouveau label de Sony BMG, White Rabbit. Cependant, elle possède toujours un contrôle sur son album.
En mai 2006 sort son nouveau single, Goodnight and Go, accompagné du titre Speeding Cars. Sur la pochette, on peut d'ailleurs retrouver le lapin blanc de White Rabbit. Peu de temps après, Imogen Heap fait une apparition au Festival Coachella.Le 16 octobre 2006 est la date de sortie de son troisième single Headlock, paru exclusivement au Royaume-Uni, avec un nouveau titre purement vocal intitulé MiC Check. Le même mois, Imogen Heap se rend au MtvU Woodie Awards, où elle était nommée, mais ne remporte aucun prix.
Le 14 novembre 2006 marque la reparution de iMegaphone aux États-Unis. La même année, elle reprend le titre Hallelujah de Leonard Cohen en version a cappella. En février 2007, Imogen Heap est nommée aux Grammy Awards dans la catégorie Best New Artist (« Révélation de l'année ») et Best Song Written For Motion Picture, Television Or Other Visual Media (« Meilleure chanson écrite pour un film de cinéma ») pour la chanson Can't Take It In extrait de l'album Le Monde de Narnia : Le Lion, la Sorcière blanche et l'Armoire magique. Elle ne remporte aucun trophée, mais se distingue toutefois par une robe atypique. Certaines critiques disent d'ailleurs qu'elle est l'artiste la moins bien habillée de l'année.

#### Ellipse

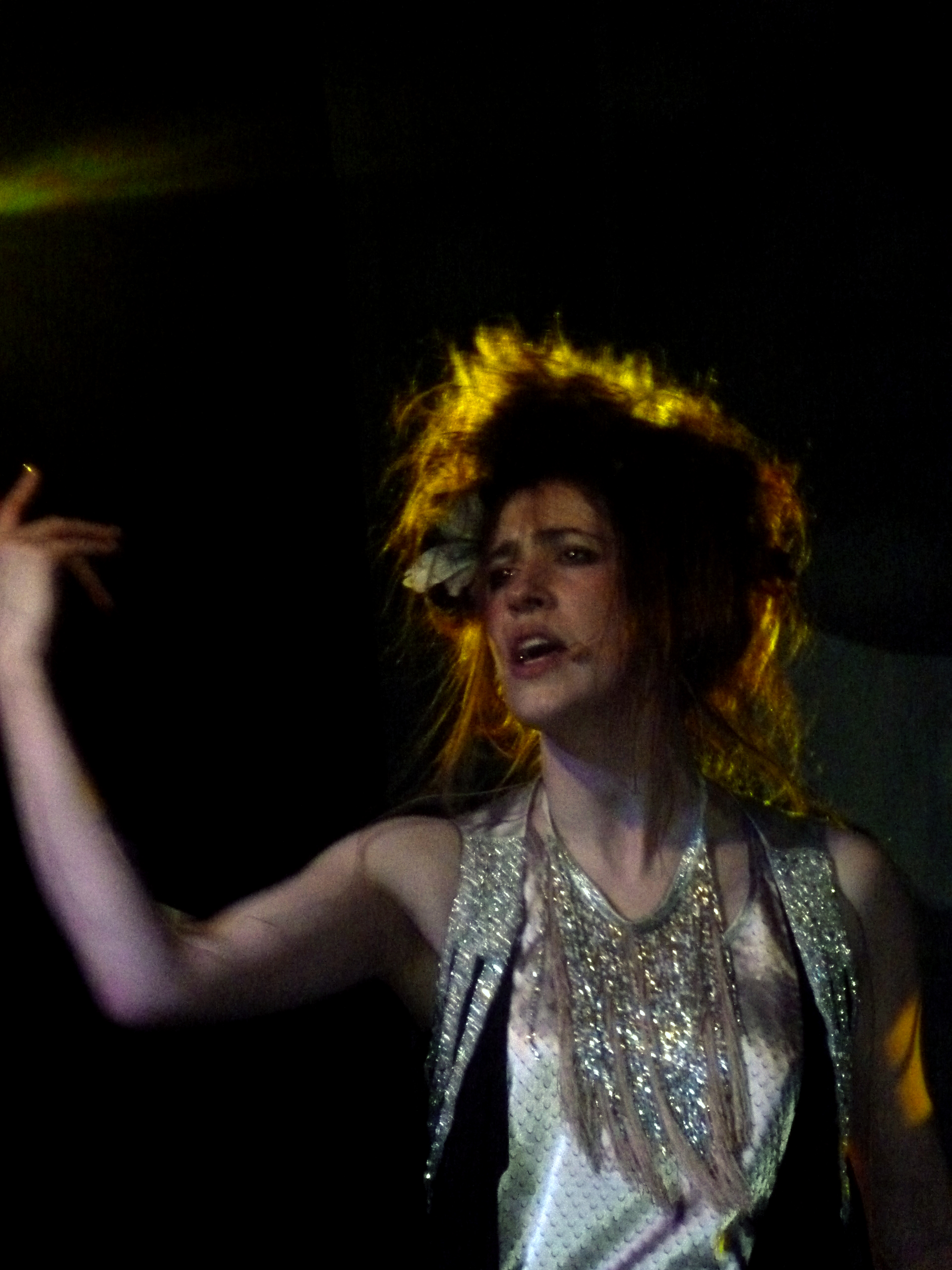
Imogen Heap pendant sa tournée Ellipse Tour.

En 2007, Imogen Heap arrête sa tournée afin de se consacrer à l'écriture et à la production de son troisième album. Elle participe toutefois au titre Go Green, une chanson produite par Greenpeace. Elle chante en compagnie d'artistes comme Sarah McLachlan ou Natalie Imbruglia. Le titre est disponible sur iTunes le 17 avril 2007. La même année, elle participe à l'iTunes Festival pour chanter l'intégralité d'iMegaphone, son premier album, et confie qu'elle a écrit une nouvelle chanson intitulée Little Bird. Elle annonce que cette chanson figurera sur son prochain opus.
Imogen Heap utilise les nouveaux réseaux de communication, comme Twitter et Youtube, pour informer ses fans de l'avancement de l'album. Pour le produire et l'enregistrer, elle restaure son ancienne maison familiale et la transforme en studio. Imogen Heap nomme son album Ellipse en raison de la forme elliptique de la demeure.
En octobre 2008, elle interprète Wait It Out à Pop!Tech aux États-Unis. Son troisième opus sort finalement le 24 août 2009 au Royaume-Uni et le lendemain aux États-Unis. Le premier single tiré de cet album est First Train Home, qu'elle chante notamment au Late Show de David Letterman le 28 août 2009.
Ellipse fait son entrée aux États-Unis dans le Billboard 200 à la 5e place, et se classe 39e des charts au Royaume-Uni. L'album ne sort ni en France, ni en Belgique ou au Luxembourg. À la suite de la parution de ce nouvel opus, Imogen Heap est nommée aux Grammy Award 2010. Son titre The Fire est nommé dans la catégorie Best Pop Instrumental Performance tandis que l'album remporte le Grammy Award du Best Engineered Album, Non - Classical.
Pour soutenir son album, Imogen Heap lance son Ellipse Tour, une tournée mondiale qui passe notamment par le Luxembourg en mars 2010.

#### Collaborations notables

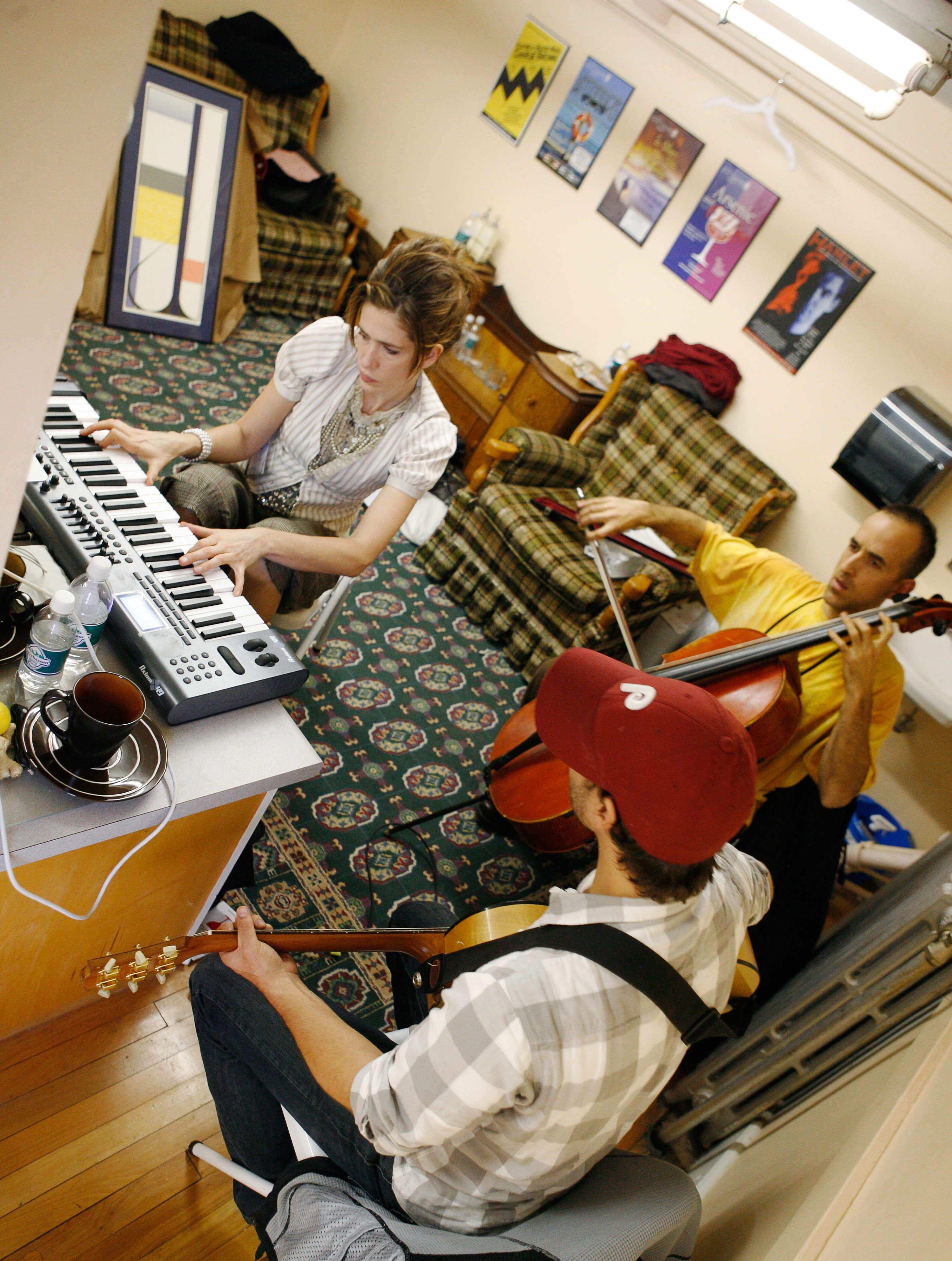
Imogen Heap, Amos Lee et Rufus Cappadocia pour Pop!Tech 2008.

En 1998, Imogen Heap signe une de ses premières collaborations avec le groupe Urban Species. Elle enregistre les titres Blanket et Predictably Unpredictable. Depuis, elle chante ponctuellement la chanson Blanket lors de ses concerts. En 2001, elle participe à l'album de Jeff Beck, You Had It Coming, et pose sa voix sur deux titres, Dirty Mind et Rollin' And Tumblin', une reprise de Hambone Willie Newbern. En novembre 2007, les deux artistes se retrouvent sur la scène du Ronnie Scott's pour interpréter Blanket et Rollin' And Tumblin'.
En 2004, elle collabore avec les producteurs de Britney Spears pour le titre Over to You Now. Imogen Heap chante dans les chœurs. Plus tard, en 2006, elle produit, coécrit et joue les instruments de la chanson Now or Never de l'album Awake de Josh Groban.  L'année suivante, son titre Hide & Seek est remixé par le DJ Tiësto pour son album In Search of Sunrise 6 - Ibiza.
En 2008, Imogen Heap est invitée par Nitin Sawhney, sur son album London Undersound, pour chanter Bring it Home. La même année, un sample de sa chanson Have You Got it In You? est utilisé par le rappeur Français Adb al Malik pour son titre HLM Tango. Imogen Heap participe à la composition, l'écriture et l'enregistrement du titre By The Time du nouvel album de Mika (The Boy Who Knew Too Much) qui sort le 18 septembre 2009. Elle pose également sa voix sur un titre d'IAMX, My Secret Friend, qui parvient à la 18e place du classement Belge flamand. Enfin, en 2009, un extrait de sa chanson Hide & Seek est très largement utilisé par le chanteur Jason Derulo sur son titre Watcha Say.
Elle enregistre également avec l'artiste suisse Mich Gerber les chansons Embers of love et Mare, et invite Yoav lors d'un concert en Afrique du Sud sur le titre Earth.
En 2012, elle collabore avec l'artiste canadien Deadmau5 pour la chanson Telemiscommunications, parue sur l'album de Deadmau5 Album Title Goes Here.
En 2013 elle est présente sur le refrain du titre "Ghetto symphony" d'Asap Rocky sur l'album Long. Live. ASAP.
En 2014, elle coécrit la chanson "Clean" avec Taylor Swift sur l'album 1989 .

## Style musical
Imogen Heap joue de nombreux instruments, tels le piano, la clarinette, le violoncelle et la guitare. Elle maîtrise également les techniques du beat-boxing.  Ses artistes préférés sont, entre autres, Michael Jackson et Joan Baez.

## Discographie

### Singles
- Getting Scared (1998 · Almo Sounds)
- Shine Promo Only (1998 · Almo Sounds)
- Come Here Boy (1998 · Almo Sounds)
- Oh Me, Oh My (États-Unis seulement) (1998 · Almo Sounds)
- Blanket Avec Urban Species (1999 · Talkin' Loud/London Records)
- Hide and Seek (2005 · Megaphonic Records/RCA Victor)
- Goodnight and Go (2006 · Megaphonic Records/White Rabbit/RCA Victor)
- Headlock (2006 · Megaphonic Records/White Rabbit/RCA Victor)
- First Train Home (2009 · Megaphonic/Epic/Sony)
- Lifeline (2011 · Megaphonic Records)
- Propeller Seeds (2011 · Megaphonic Records)
- Neglected Space (2011 · Megaphonic Records)
- Minds Without Fear (collaboration avec Vishal-Shekhar) (2011 · Megaphonic Records)
- Xizi She Knows (2012 · Megaphonic Records)
- You Know Where To Find Me (2012 · Megaphonic Records)

### Musiques de film
Imogen Heap a participé à la bande originale de nombreux films :
- Souviens-toi... l'été dernier 2 - Getting Scared - (1998 · Warner Music Group)
- Virtual Sexuality - Come Here Boy - (1998 · EMI)
- G:MT – Greenwich Mean Time Soundtrack - Mean Time - (1999 · Island Records/Universal)
- Women Talking Dirty - Getting Scared - (2001 · Polygram International)
- Garden State - Let Go (Frou Frou) - (2004 · Epic/Sony Music)
- Shrek 2 - Holding Out For A Hero (Frou Frou) - (2004 · Universal)
- Et si c'était vrai... - Spooky - (2005 · Sony BMG)
- Le Monde de Narnia : Le Lion, la Sorcière blanche et l'Armoire magique - Can't Take It In - (2005 · Disney Records/EMI) - Nommée aux Grammy Awards
- The Last Kiss - Hide and Seek - (2005 · Lakeshore Pictures)
- The Holiday - Let Go, Just For Now, et composition des musiques du film avec Hans Zimmer.
- Dossier Smith (téléfilm) - Hide And Seek (2006)
- Ho voglia di te - Hear me out (2007)
- Une fille à la page - Speeding Cars (2008)
- Polisse - Blanket (2011)
- Ma Première Fois - Hear me out (2011)

### Musiques de séries
- Malcolm - Breathe In (Frou Frou) (2002)
- Newport Beach - Goodnight And Go (2004)
- Six Feet Under - I'm A Lonely Little Petunia (In An Onion Patch) (2004)
- Newport Beach - Hide And Seek (2005)
- Newport Beach - Hallelujah (2006)
- Newport Beach - Speeding Cars (2006)
- Les Experts : Miami - Hide And Seek (2006)
- Dossier Smith (Smith) - Hide And Seek (2006)
- Heroes - Hide And Seek (2006)
- Esprits criminels - The Moment I Said It (2007)
- Heroes - Not Now But Soon (2008)
- Grey's Anatomy - Hide And Seek, Speeding Cars, Headlock, Bad Body Double
- Gossip Girl - Watcha Say (feat Jason Derulo) (2009)
- Vampire Diaries (2009) - Wait it Out
- Les Experts : Manhattan (2010) - Wait it Out
- Chuck - Chuck Vs.the Pink Slip (2010) - Wait it Out
- Skam - Hide And Seek (2015)

### Musique de jeux vidéo
- The Quiet Man (2018)

### Guest (lead et unique chanteuse)
- Amor Fa Ti - Mich Gerber (CH) (1997)